# 乌尔克河畔比利
乌尔克河畔比利（法語：Billy-sur-Ourcq）是法国皮卡第大区埃纳省的一个市镇，属于苏瓦松区乌希堡县。该市镇2009年时的人口为213人。

## 人口
乌尔克河畔比利人口变化图示
| 数据来源：INSEE |